# 人見健次
人見 健次（ひとみ けんじ、1947年（昭和22年）6月2日 - ）は、日本の政治家。元栃木県さくら市長（2期）、旧氏家町（現・さくら市）長（1期）。

## 来歴
栃木県立喜連川高等学校（現・栃木県立さくら清修高等学校）卒。栃木県連合青年団長を経て、1979年氏家町議に初当選。町議を5期務め、副議長、議長を務めた。
1998年の氏家町長選挙に立候補し、現職の町長を破って当選する。2001年10月、8月に町内の有権者に茶を配ったとして公職選挙法違反で書類送検された。これを受けて、翌2002年1月町議会議長に辞表を提出、町長を辞職した。辞職後は家業の農業に従事した。
2009年氏家町が合併したさくら市（2005年に発足）の市長選挙に立候補して、当選。2013年に再選。さくら市長は2期務め、2017年に退任した。